# Вайльбург
Ва́йльбург (в русской литературе по истории Германии принято написание Вейльбург; нем. Weilburg) — город в Германии на реке Лан, в земле Гессен. Подчинён административному округу Гиссен. Входит в состав района Лимбург-Вайльбург. Население составляет 13 093 человека (на 31 декабря 2010 года). Занимает площадь 57,45 км². Официальный код — 06 5 33 017.

## История
Вайльбург впервые упоминается в 906 году как крепость под названием Вилинебурх (Wilineburch). С XIII века этой крепостью владели князья Нассау. Город Вайльбург вырос вокруг этого замка. 
На протяжении многих веков Вайльбург был резиденцией дома Нассау. С 1806 по 1816 год он был столицей герцогства Нассау, затем столицей герцогства стал Висбаден.

## Известные уроженцы
- Обервиндер, Генрих (1845—1914) — немецкий политик, писатель и журналист.
- Узенер, Герман (1834—1905) — немецкий филолог, профессор Боннского университета, иностранный член-корреспондент Петербургской Академии наук.
- Шкель, Фридрих Людвиг (1750—1823) — немецкий парковый архитектор, создатель Английского парка в Мюнхене.